# Powered Coaster

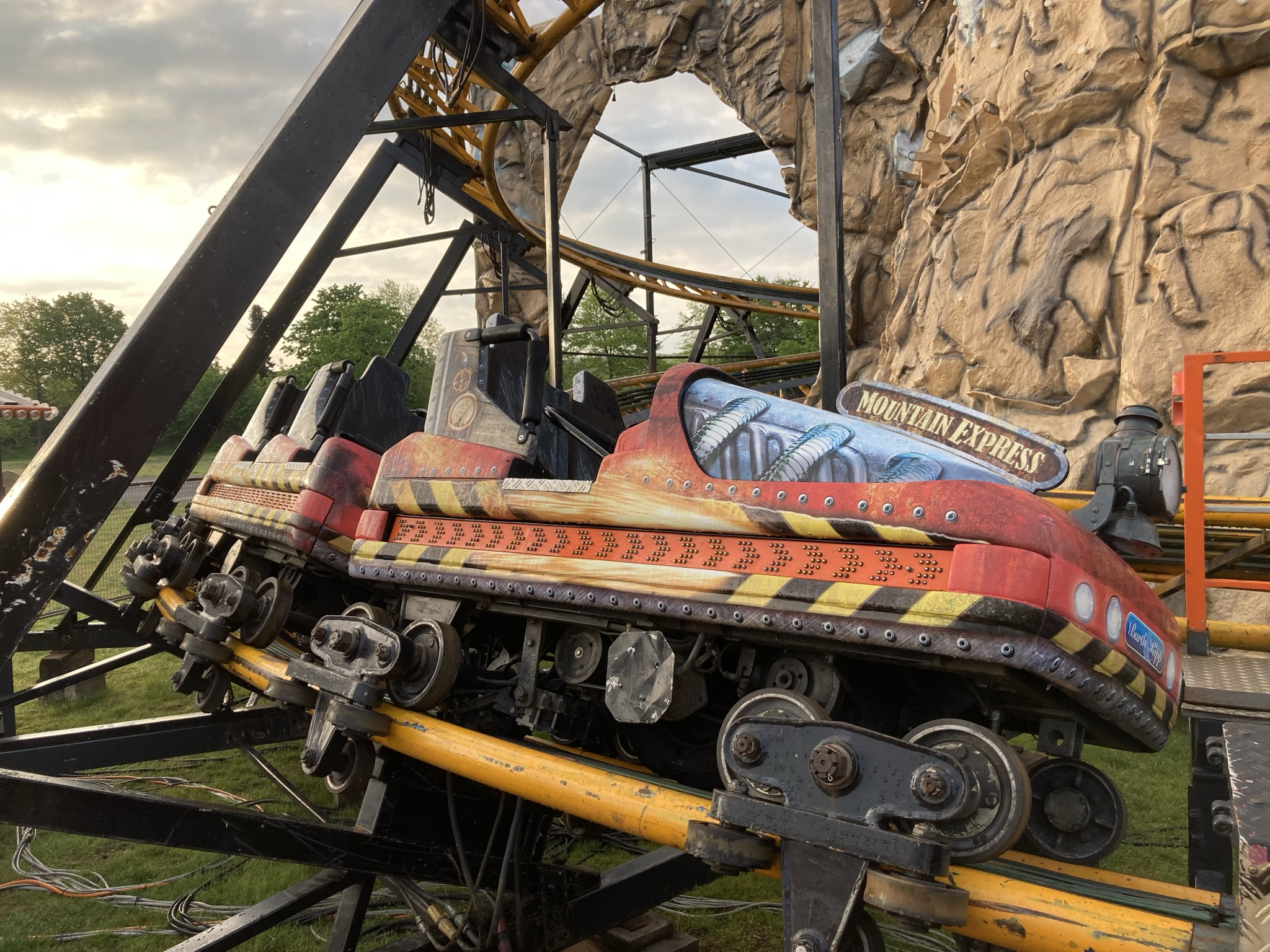
Feuer + Eis-Zug, 1976 von Mack Rides gebaut

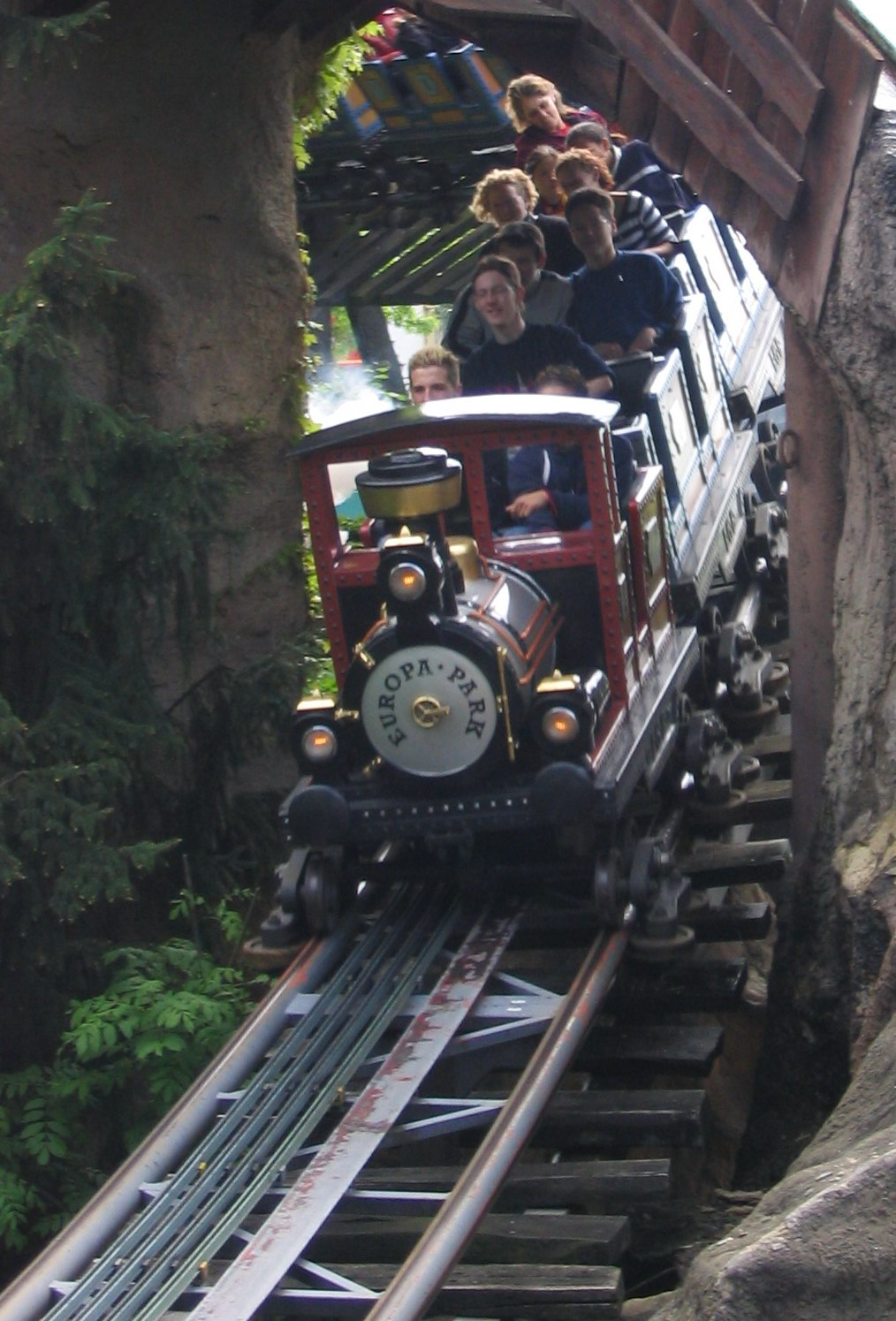
Alpenexpress Enzian im Europa-Park

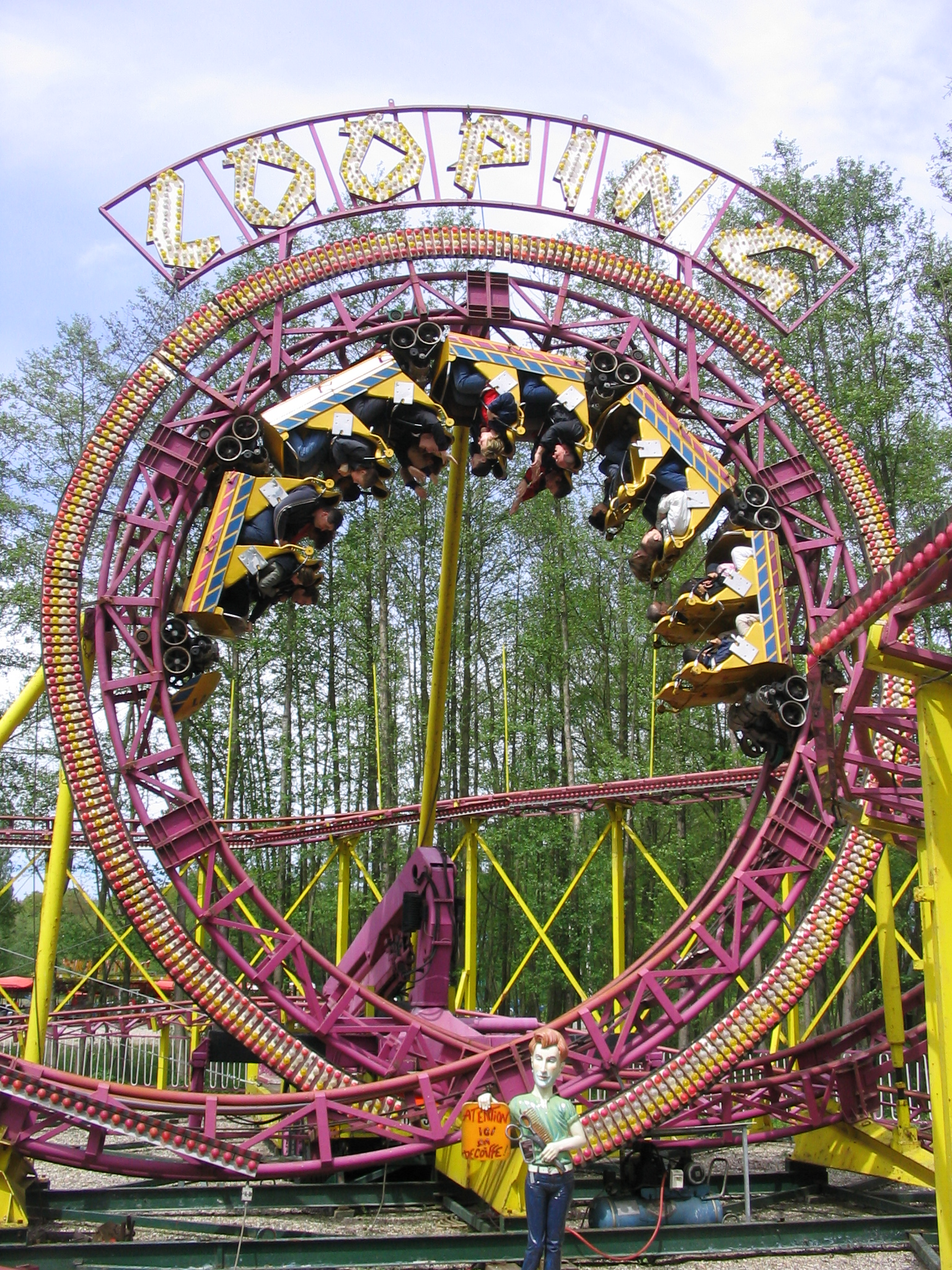
Looping im Parc Saint Paul

Als Powered Coaster oder angetriebene Achterbahn werden Achterbahnen bezeichnet, bei denen der Zug, anders als bei klassischen Achterbahnen, einen eingebauten eigenen Antrieb besitzt. Diese Bahnen kommen somit ohne einen Lifthill oder andere Beschleunigung von außen aus.
Meist werden als Antrieb Drehstrommotoren eingesetzt, die über Schleifschienen unterhalb des Zuges an den Gleisen mit Strom versorgt werden. Entweder werden die Laufräder des Zuges angetrieben oder es gibt zwischen den Schienen eine zusätzliche Lauffläche für spezielle Antriebsräder. Die Geschwindigkeit kann stufenlos geregelt werden, und es werden auch keine zusätzlichen äußeren Bremsen benötigt, da der Antrieb auch zur Bremsung eingesetzt wird.
Es gibt Anlagen für stationären und transportablen Einsatz. Auch die stationären Anlagen zeichnen sich in der Regel durch kompaktes Design und eine relativ geringe Grundfläche aus. Vielfach sind die Bahnen als Familienattraktion ausgelegt, das heißt, es werden keine besonders hohen Geschwindigkeiten oder extreme Beschleunigungen erreicht.

## Hersteller
Einer der größten Hersteller von Powered Coastern ist die Firma Mack Rides aus Waldkirch. Zusätzlich zum klassischen Modell Blauer Enzian bietet die Firma auch angetriebene Achterbahnen als Inverted Coaster unter dem Produktnamen Inverted Powered Coaster an. Beide Modelle werden wahlweise auch mit kontrolliert oder frei drehbaren Sitzen als Spinning Coaster angeboten. Der erste Inverted Powered Coaster ist Arthur im Europa-Park, der 2014 eröffnet wurde.
Weitere Hersteller sind oder waren unter anderem: Pinfari, SBF Visa, Schwarzkopf, Soquet, Vekoma und Zamperla.

## Varianten
Ein besonderes Kuriosum war die transportable Bahn Looping von Soquet im französischen Parc Saint-Paul. Wie der Name besagt, besaß er einen Looping und war damit, soweit bekannt, der einzige Powered Coaster mit Inversion. Der Looping wurde Großteils ohne Antrieb durchfahren. Nach einem Unfall im Jahr 2005 wurde die Bahn allerdings außer Betrieb genommen und abgebaut.
Eine weitere seltene Variante stellte Dragon Flyer im englischen Camelot Theme Park dar. Der Antrieb dieser Bahn erfolgte nicht wie üblich mit Elektromotoren, im ersten Wagen des Zuges war stattdessen ein Dieselmotor untergebracht. Die Bahn wurde im Herbst 2012 mit Schließung des Parks stillgelegt, wobei der Zug im Southport Pleasureland nun als Dekoration Verwendung findet.
Das Konzept für den Mountain- und Citycoaster, der zur Beförderung von Personen und Lasten geplant war, ähnelte einem Powered Coaster. Die Wagen sollten ihre Energie aus Batterien beziehen, die in den Stationen aufgeladen werden. Es konnte aber neben einer Teststrecke nur eine Anlage unvollständig umgesetzt werden, bevor die Entwicklerfirma Insolvenz anmelden musste.